# تاو تشو
تاو تشو (بالصينية: 陶鋳) هو سياسي صيني، ولد في 16 يناير 1908 في الصين، وتوفي في 30 نوفمبر 1969 في خفي في الصين بسبب سرطان الحويصلة الصفراوية. حزبياً، نشط في الحزب الشيوعي الصيني. وقد انتخب Head of the Publicity Department of the Chinese Communist Party ‏ وانتخب Secretary of the CCP Guangdong Committee ‏ (1955 – 1965) وانتخب نائب رئيس مجلس الدولة في جمهورية الصين الشعبية.